# インベストメントブリッジ
株式会社インベストメントブリッジ（英：Investment Bridge Co., Ltd.）は東京都新宿区神楽坂に本社を置く日本のIRコンサルティング・投資家向けWebサイト運営企業。

## 概要
2000年8月に現 代表取締役会長 保阪 薫、現 代表取締役社長 廣島 武によって創業。
上場企業を対象に個人投資家向けIRサポート（コンサルティング、アナリストレポートの提供、投資家向けIRセミナー）を提供し、Webサイト「ブリッジサロン」にて無料でIR情報を提供。
2019年4月に投資初心者向けWebサイト「いろはに投資」を公開。
2020年5月に株主総会向けライブ配信サービスを受付開始。
2021年2月にPodcast「いろはに投資の『ながら学習』」を配信開始。
2023年8月に投資未経験者、初心者向けの学習プラットフォーム「いろはにマネー」を公開。
2024年10月に企業と投資家・投資家同士の知恵をつなぐ日本株に特化したWebメディア「かぶリッジ」を公開。
2024年10月に不動産クラウドファンディング専門サイト「クラファン比較ラボ」を公開。
2024年11月に住宅ローン専門サイトである「おうちローンの知恵」、旅行・マイル情報サイト「ヴォヤージャーズ」を公開。